# Olympische Sommerspiele 2004/Teilnehmer (St. Vincent und die Grenadinen)
| Gelbes Symbol für Goldmedaillen mit stilisierten Olympischen Ringen | Graues Symbol für Silbermedaillen mit stilisierten Olympischen Ringen | Braundes Symbol für Bronzemedaillen mit stilisierten Olympischen Ringen |
| ------------------------------------------------------------------- | --------------------------------------------------------------------- | ----------------------------------------------------------------------- |
| —                                                                   | —                                                                     | —                                                                       |

St. Vincent und die Grenadinen nahm an den Olympischen Sommerspielen 2004 in Athen, Griechenland, mit einer Delegation von drei Sportlern (zwei Männer und eine Frau) teil.

## Teilnehmer nach Sportarten

### Leichtathletik
- Andy Grant
800 Meter: Vorläufe

- Natasha Mayers
Frauen, 100 Meter: Vorläufe

### Schwimmen
- Donnie Defreitas
50 Meter Freistil: 74. Platz